# Polyrhaphis belti
Polyrhaphis belti är en skalbaggsart som beskrevs av Hovore och Mccarty 1998. Polyrhaphis belti ingår i släktet Polyrhaphis och familjen långhorningar.
Artens utbredningsområde är:
- Costa Rica.
- Guatemala.
- Honduras.
- Nicaragua.
- Panama.

Inga underarter finns listade i Catalogue of Life.